# Энбен, Адольф
Адольф Жозеф Энбен (фр. Adolphe Joseph Hennebains; 14 ноября 1862, Сент-Омер — 17 сентября 1914, Париж) — французский флейтист.
В 1880 году окончил Парижскую консерваторию, ученик Жозефа Анри Альтеса. Затем учился также у Поля Таффанеля, после смерти которого в 1909 года занял пост профессора Парижской консерватории. С 1891 года — солист оркестра Гранд Опера, с 1893 года — также Оркестра концертного общества Парижской консерватории. В 1905 году записал на ролик Шутку (фр. Badinerie) из Сюиты № 2 Иоганна Себастьяна Баха. Впервые исполнил Сонату для фортепиано и флейты Шарля Кеклена (с пианисткой Жанной Хершер-Клеман).
Среди учеников Энбена — Марсель Моиз, Рене Ле Руа, Хольгер Жильбер-Есперсен, Жозеф Рампаль (отец Жана-Пьера Рампаля).